# عثمان‌زاده ادرا
عثمان‌زاده ادرا (به انگلیسی: Usman Zada Adra) یک روستا در پاکستان است که در پنجاب واقع شده‌است.